# Rökinge och Busarp
Rökinge och Busarp är en av SCB avgränsad och namnsatt småort i Jönköpings kommun. den omfattar bebyggelse i de två byarna på Visingsö, Visingsö socken.